# Marcelina Witek
Pour les articles homonymes, voir Witek (homonymie).
Marcelina Witek (née le 2 juin 1995 à Słupsk) est une athlète polonaise, spécialiste du lancer du javelot.

## Biographie
Le 25 août 2017, elle décroche la médaille d'or de l'Universiade à Taipei avec 63,31 m, record personnel.

## Palmarès
| Date | Compétition                       | Lieu      | Résultat | Marque  |
| ---- | --------------------------------- | --------- | -------- | ------- |
| 2014 | Championnats du monde juniors     | Eugene    | 4e       | 54,14 m |
| 2017 | Championnats d'Europe par équipes | Lille     | 3e       | 60,98 m |
| 2017 | Championnats d'Europe espoirs     | Bydgoszcz | 3e       | 63,03 m |
| 2017 | Universiade                       | Taipei    | 1re      | 63,31 m |
| 2024 | Coupe d'Europe des lancers        | Leiria    | 3e       | 60,08 m |

## Records
| Épreuve           | Performance | Lieu   | Date         |
| ----------------- | ----------- | ------ | ------------ |
| Lancer du javelot | 63,31 m     | Taipei | 25 août 2017 |